# Piliocolobus
Piliocolobus é um gênero de macacos do velho mundo da família Cercopithecidae. São parentes próximos dos macacos do gênero Colobus e algumas espécies são freqüentemente encontradas em grupo com os Cercopithecus mitis. Os macacos pertencentes a espécie Piliocolobus badius  são caçados com freqüência pelos chimpanzés.

## Espécies
- Piliocolobus badius (Kerr, 1792)
- Piliocolobus bouvieri Rochebrune, 1887
- Piliocolobus foai Pousargue, 1899
- Piliocolobus gordonorum Matschie, 1900
- Piliocolobus kirkii Gray, 1868
- Piliocolobus langi (J. A. Allen, 1925)
- Piliocolobus oustaleti (Trouessart, 1906)
- Piliocolobus parmentieri (Colyn & Verheyen, 1987)
- Piliocolobus pennantii (Waterhouse, 1838)
- Piliocolobus preussi (Matschie, 1900)
- Piliocolobus rufomitratus (Peters, 1879)
- Piliocolobus semlikiensis (Colyn, 1991)
- Piliocolobus tephrosceles Elliot, 1907
- Piliocolobus tholloni Rivière, 1886
- Piliocolobus waldronae (Hayman, 1936)